# مزورة (المغرب)

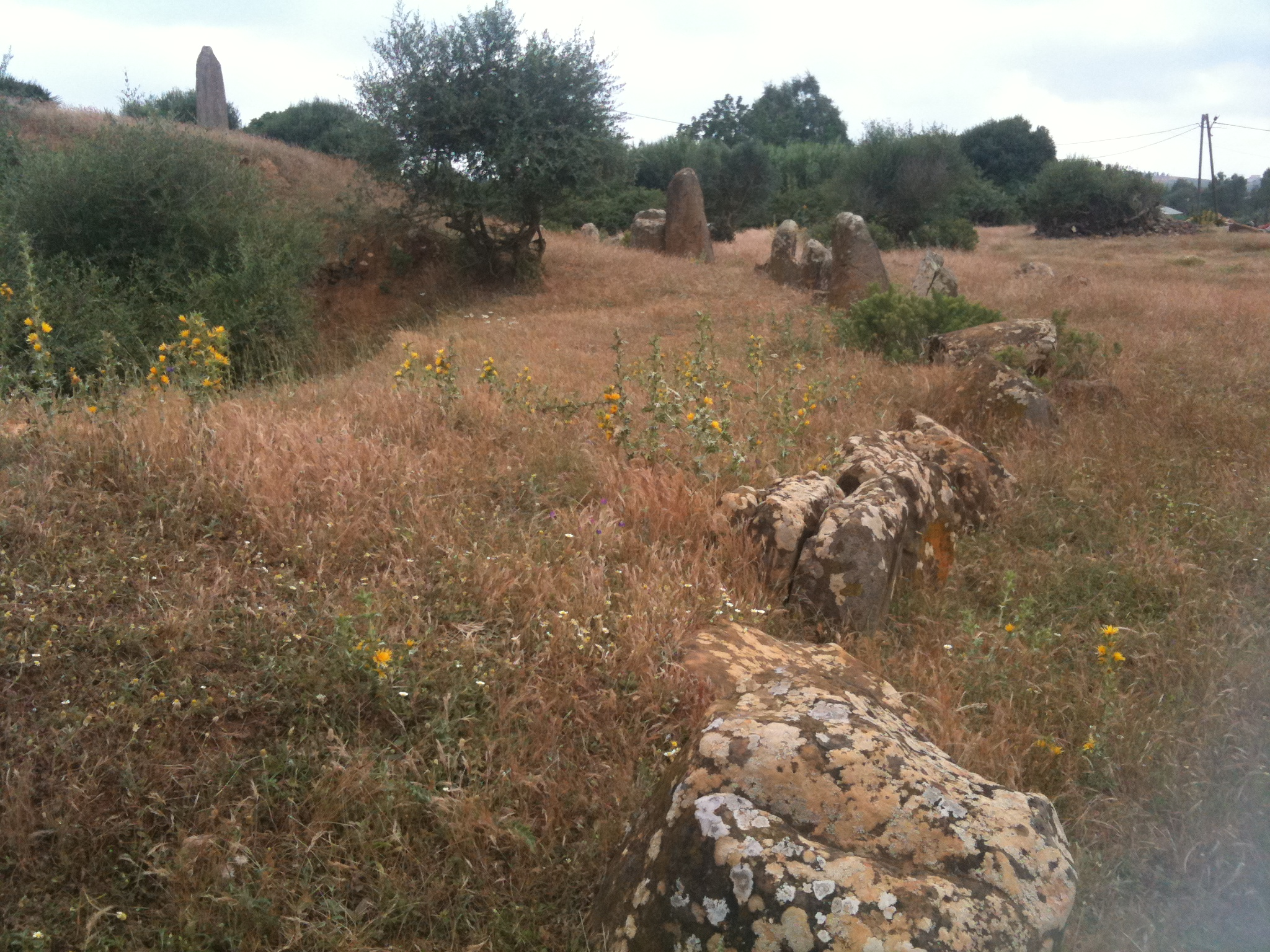
دائرة حجر مزورة

مزورة (بالأحرف اللاتينية: Msoura، وأيضا Mzoura، Mezora، Mçora، M'Zorah، M'Sora أو Mzora)  هو موقع أثري عبارة عن دائرة حجر في شمال المغرب. تقع بالقرب من قرية شواهد، على بعد 15 كيلومترًا جنوب شرق أصيلة، وتتكون من 167 مونوليث متراصة حول تلة بطول 58 مترًا وعرض 54 مترًا وارتفاع 6 أمتار. يبلغ قياس أحد الأحجار المتراصة، المعروفة باسم «الوتد» El Uted أكثر من 5 أمتار، ويبلغ متوسط ارتفاعها 1.5 متر. تزعم الأسطورة أنها مقبرة العملاق عنتي. يعود تاريخ الموقع إلى القرن الرابع أو الثالث قبل الميلاد، وربما يشير الموقع إلى بدايات مملكة موريطنية.
في 27 يناير 2025، قامت وزارة الثقافة المغربية بإضافة الموقع للائحة المعالم والآثار الوطنية، مع كل ما يترتب عن ذلك من حماية للموقع من التغيير أو التخريب.

## التاريخ
تقع على بعد حوالي 50 كـم (31 ميل) من طنجة، المغرب (تنجيس القديمة)، من الممكن أن يكون موقع الدفن «مزورة» هو نفسه الذي عرضه السكان المحليون على الجنرال الروماني كوينتوس سيرتوريوس، خلال زيارة لمملكة موريطنية عام 82 قبل الميلاد. وفقًا لأسطورة رواها كاتب السيرة اليوناني الروماني لوسيوس بلوتارخ، فقد حفر القبر ووجد جثة العملاق أنتايوس، ابن جايا وبوسيدون، مدفونًا هناك. عنتي (باللغة الأمازيغية) معروف أيضًا في الأساطير اليونانية من خلال 12 عملاً من هرقل. كان سيرتوريوس قد قام مذهولا بتقديم أضحية، وإعادة ملء القبر، والانضمام إلى طقوس محلية للتبجيل.
تؤكد هذه القصة، على الرغم من كونها مشكوك بأمرها، على الأقل في بعض تفاصيلها، شيئين: أولاً، أن سكان شمال إفريقيا القدامى انخرطوا في عبادة الأسلاف، نظرًا لوجود العديد من تلال الدفن المماثلة في جميع أنحاء شمال إفريقيا. ثانياً، أن الشخص المدفون هناك كان زعيم حرب قبلي مهم أو ملك.
ربما لم يتم ذكر النصب التذكاري أو التلميح إليه في أي نصوص قديمة معروفة بخلاف التلميح غير المباشر المذكور أعلاه في «الأرواح الموازية» Parallel Lives لـ بلوتارش Plutarch. في عام 1831، لفت هذا النصب التذكاري انتباه المغامر البريطاني السير آرثر كوبل دي بروك الذي ذكره في كتابه «اسكتشافات في إسبانيا والمغرب» مع رسم توضيحي. في عام 1846، ذكره المؤلف وعالم الجيولوجيا الفرنسي إيميليان رينو في كتابه «الوصف الجغرافي للإمبراطورية المغربية» (بالفرنسية: Description Géographique de L'Empire de Maroc). في عام 1875، قدم الجيولوجي وعالم الأحياء الفرنسي غوستاف ماري بليشر أول وصف كامل لتلة «مزورة»، وفي عام 1932، وصف الكاهن الفرنسيسكاني هنري كوهلر الأحجار المتراصة المحيطة به.

## حفريات

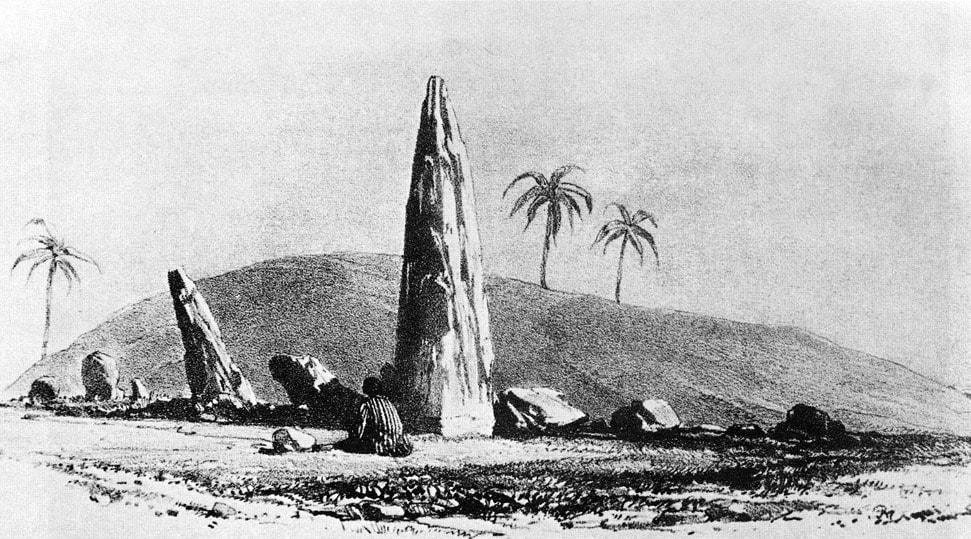
رسم تخطيطي مرسوم باليد لـ "كرومليش مزورة" Mzoura cromlech بواسطة السير آرثر كوبل دي بروك

بدأ عالم الآثار الإسباني سيزار لويس دي مونتالبان التنقيب في الموقع في عام 1935. ومع ذلك، توقف عمله عندما تم القبض عليه خلال الحرب الأهلية الإسبانية، ولم ينشر نتائجه مطلقًا. ومن المتوقع أن يحتوي الموقع على غرف دفن وجنائز مثل تلك التي تم العثور عليها في تلال المدافن في سيدي سليمان وسيدي علال البحراوي بالمغرب.
حفر ميكيل تاراديل ما تبقى من الموقع في الخمسينيات. اكتشف أيضًا حلقة حجرية أخرى أصغر مع 16 قطعة متراصة في مكان قريب. أشارت استطلاعات سابقة إلى أن خاتم حجر «مزورة» كان مرتبطًا بطريقة ما بالحضارات التي بنت ستونهنج وهياكل مماثلة في أوروبا. ومع ذلك، تم رفض هذه الفرضية من طرف تاراديل Tarradell، وفي وقت لاحق أيضًا من قبل Gabriel Camps، الذين خلصوا إلى أن التلة وحلقتها الحجرية قد تم بناؤها كموقع دفن لرئيس أو ملك موري من قبل السكان المحليين باستخدام المعرفة المحلية.
استنادًا إلى تاريخ الأمفورة الموجودة في التل، تم تأريخ الموقع تقريبًا إلى القرن الرابع أو الثالث قبل الميلاد. الاستنتاج الذي توصل إليه كامبس وآخرون هو أن كرومليش «مزورة» والآثار المماثلة هي بقايا عملية ظهور كونفدرالية قوية أو مملكة شمال غرب المغرب.

## الوضع الحالي
أدت الحفريات الفاشلة التي قام بها دي مونتالبان De Montalban إلى إتلاف الموقع، وترك ندبة X على سطحه مرئية حتى اليوم.
اعتبارًا من عام 2009، تم ربط الموقع بمدينة أصيلة الساحلية عبر طريق معبدة.[بحاجة لمصدر]

## وصلات خارجية
- العرائش.. اختتام الدورة السابعة لملتقى “مزورة” للإبداع بأربعاء عياشة
- موقع “مْزُورَة” المغربي.. نصب أثري غامض محفوف بالألغاز
- المُهندس جيرارْ يدعو السّلطات إلى الإهتمامْ بتاريخْ المغربْ عمُوما وتاريخْ موقعْ مْزُورة الأَثري بالتّحْديد

## روابط خارجية
- مزورة في موقع ميغاليثيك

35°24′14″N 5°56′38″W / 35.404°N 5.944°W
إلى حين توفير خرائط أفضل للطرق الريفية، يعرض رابط OpenStreetMaps هذه الطريق التي تربط بين أصيلة ومزورة بناءً على مسارات GPS الفعلية.